# وارتنبرگ-روهرباخ
وارتنبرگ-روهرباخ (به آلمانی: Wartenberg-Rohrbach) یک شهر در آلمان است که در دنرسبرگکرایس واقع شده‌است. وارتنبرگ-روهرباخ ۵۶۲ نفر جمعیت دارد.